# Tokugawa Iemochi
Tokugawa Iemochi, (徳川 家茂), född den 17 juli 1846 i Edo var den fjortonde shogunen i Tokugawa-shongunatet. Han regerade från 1858 till 1866.
Under Iemochis regeringstid pågick en inre maktkamp på grund av Japans första riktiga kontakt med USA under 1853-1854 med det påföljande ”öppnandet” mot väst. Shogunatets inflytande kom att försvagas under Iemochis styre.

## Biografi
Iemochi, som under barndomen hette Kikuchiyo, var den äldste sonen till Tokugawa Nariyuki (1801–1846) med hustrun Ji-sein och föddes i Edo. Nariyukivar en av de yngre sönerna till den elfte shogunen, Tokugawa Ienari.
Vid ett års ålder adopterades han av daimyon Tokugawa Narikatsu, som han efterträdde vid fyra års ålder, 1850. Han tog då namnet Tokugawa Yoshitomi. Iemochi adopterades emellertid återigen 1858, då av den barnlöse trettonde shogunen, Tokugawa Iesada. Han kom därigenom att bli Iesadas efterföljare som shogun, när denne avled samma år. Den tolvårige pojken var ett kontroversiellt val och flera lämpade kandidater framfördes som bättre skickade. Shogunatet slöt dock så småningom upp bakom valet, som kom att sluta i blodiga utrensningar under Ansei-erans sista år.

## Shogun
Iemochi gifte sig 1862 med prinsessan Kazu-na-miya, ett giftermål som shogunatet arrangerade som  kôbu gattai (ungefär "förening mellan hov och militär"), i hopp om att kunna blidka kejsarvänliga extremister. 
Den 22 april 1863 anlände shogun Iemochi till huvudstaden med ett följe av drygt 3000 vasaller., sedan kejsaren kallat honom. Det var första gången sedan Tokugawa Iemitsus besök, 230 år tidigare, som en shogun besökt Kyoto.
Iemochi dog redan vid tjugo års ålder. Dödsorsaken sades vara hjärtsvikt på grund av beriberi (vitaminbrist B1). Dessförinnan hade han adopterat Tayasu Kamenosuke, för att bli hans efterföljare. Kamenosuke var endast tre år gammal och eftersom shogunatet låg i krig utsågs istället Tokugawa Yoshinobu till femtonde shogun. Han hade redan nämnts som lämplig efterträdare till Iesada, men skulle nu istället bli den femtonde och sista shogunen inom Tokugawashogunatet.

## Perioderna i Iemochis shogunat
Shogunernas regeringstid brukar indelas i perioder eller eror (nengō).
- Ansei      (1854–1860)
- Man'en      (1860–1861)
- Bunkyū     (1861–1864)
- Genji     (1864–1865)
- Keiō  (1865–1868)